# Hays (Kansas)
Hays è un comune degli Stati Uniti d'America, situato nello Stato del Kansas, nella contea di Ellis.